# Oshin Sahakian
Oshin Sahakian (in persiano اوشین ساهاکیان‎; Esfahan, 21 marzo 1986) è un ex cestista iraniano.

## Carriera
Con l'Iran ha disputato i Giochi olimpici di Pechino 2008, due edizioni dei Campionati mondiali (2010, 2014) e sei dei Campionati asiatici (2007, 2009, 2011, 2013, 2015, 2017).